# Процедуральное искусство
Процедуральное искусство (англ. Generative Art) – объединение компьютерных технологий с искусством с использованием автономной системы, самостоятельно определяющей особенности художественных работ, которые в противном случае потребовали бы участия самого художника. С одной стороны можно утверждать, что система лишь воспроизводит генеративный художественный замысел творца, а с другой, что система берет на себя роль творца. 
Термин «процедуральное искусство» чаще всего используется для обозначения художественного произведения, сгенерированного компьютером при помощи определённого алгоритма, например, в «динамической живописи». Однако для процедурального искусства могут быть использованы также автономные системы из химии, биологии, механики, робототехники, математики, музыки и т.д.

## История
Георг Нис, один из пионеров течения, в феврале 1965 года представил в Штутгарте на обозрение публике ряд своих работ, которые критиками были охарактеризованы как «компьютерная графика». Несколькими годами спустя Нис написал диссертацию, озаглавленную как «Процедуральная компьютерная графика». «Процедуральное искусство» и похожие термины в те годы стали использовать и другие компьютерные художники, включая Манфреда Мора. Термин «процедуральное искусство» в значении «динамические системы художественных работ, способные генерировать множественные художественные события», был впервые предложен на конференции «Процедуральное искусство» в Милане в 1998 году.

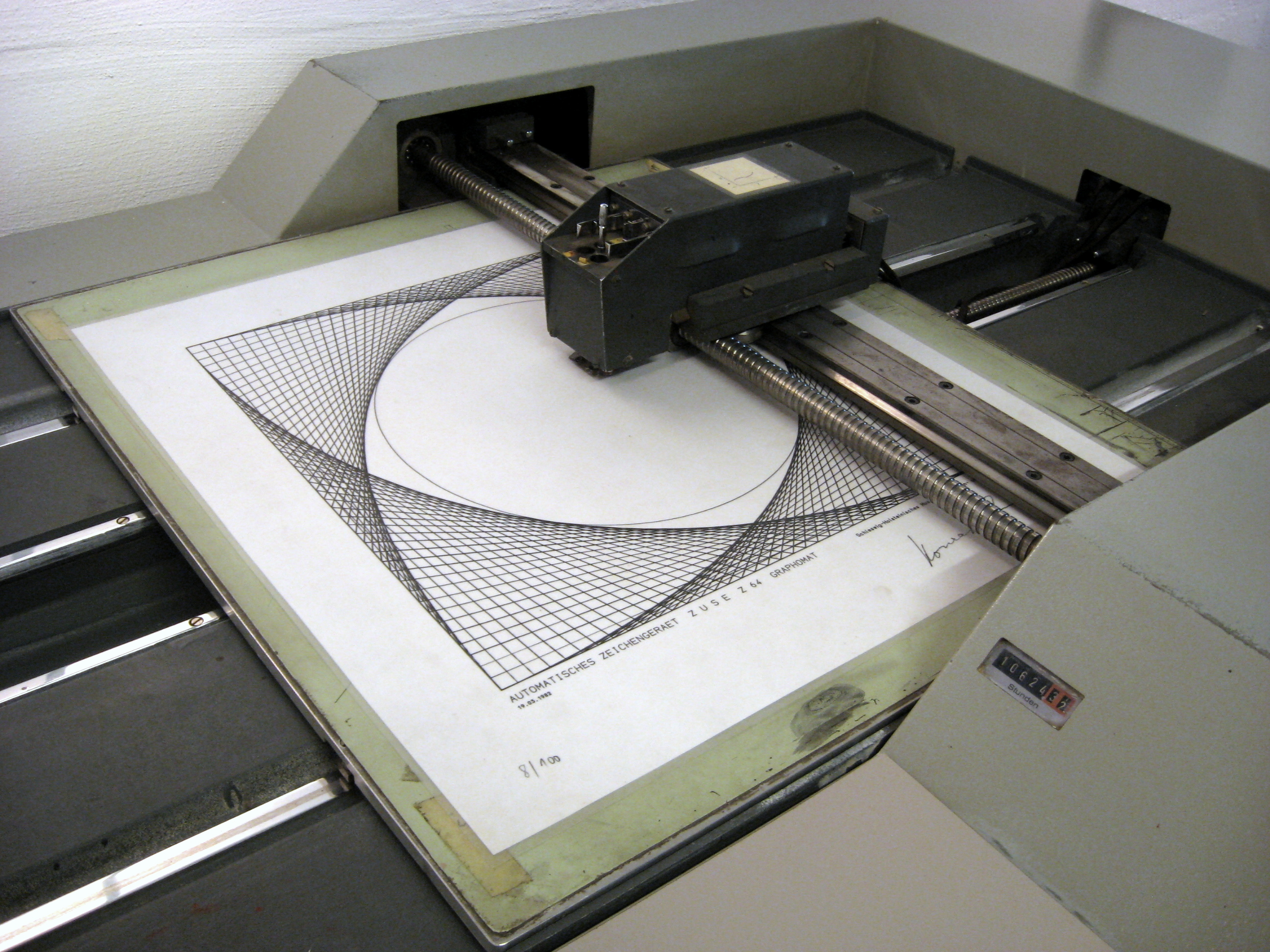
Планшетный чертежный станок Graphomat Z64

Термин также использовался для описания геометрического абстрактного искусства, в котором простые элементы повторяются, преобразуются или изменяются для создания более сложных форм. Таким образом, можно утверждать, что в конце 1960-х годов аргентинские художники Эдуардо Макинтайр и Мигель Анхель Видаль также практиковали процедуральное искусство. В 1972 году Пол Неагу, уроженец Румынии, создал творческое объединение под названием Generative Art Group в Великобритании. В 1972 году Неагу выступил с лекцией «формы порождающего искусства» в Университете Куинс на Белфастском фестивале.
В 1970 году в Школе художественного института Чикаго был создан отдел «процедуральные системы». Как рассказала Соня Лэнди Шеридан, основное внимание его сотрудники уделяли художественным практикам, использующим тогда новые технологии для захвата, печати и передачи изображений, а также исследованию аспекта времени в преобразовании изображения.
В середины 1990-х годов Брайан Эно также занимался популяризацией процедуральной музыки и процедуральных систем, которые были тесно связаны с экспериментальной музыкой.